# Калининский район (Уральская область)
Калининский район — бывшая административно-территориальная единица в составе Уральской области РСФСР в СССР. 
Существовал с 1923 до 1931 гг. Административный центр — город Пермь (с 1927 до 1931 гг.)

## Население
Численность населения района по данным переписи населения 1926 года (в расширенных границах 1928 года) составляла 40400 человек, в том числе русские — 95,6 %, башкиры — 3,5 % . Городское население  (без Перми и Мотовилихи) на момент проведения переписи отсутствовало, а на момент публикации итогов переписи в 1928 году составило 1715 человек или 4,2 %, к которому отнесли село с железнодорожной станцией Лёвшино, ставшее рабочим посёлком 27 августа 1928 года.

## История
В декабре 1923 года был образован Култаевский район с административным центром в селе Култаево в составе Пермского округа Уральской области РСФСР. В декабре 1924 года административный центр района был перенесён в село Верхние Муллы. 31 декабря 1925 года Култаевский район по инициативе населения был переименован в Калининский район.
В 1926 году Калининский район включал 223 населённых пункта, объединявшихся в 12 сельсоветов.
| №         | Наименование                 | Административный центр | Количество населённых пунктов | Население по переписи 1926 года (чел.) |
| --------- | ---------------------------- | ---------------------- | ----------------------------- | -------------------------------------- |
| 1         | Башкирокултаевский сельсовет | с. Башкиро-Култаево    | 7                             | 1445                                   |
| 2         | Болгорский сельсовет         | д. Болгоры             | 17                            | 876                                    |
| 3         | Большакинский сельсовет      | д. Большакина          | 15                            | 1094                                   |
| 4         | Верхне-Муллинский сельсовет  | с. Верхние Муллы       | 21                            | 2756                                   |
| 5         | Гамовский сельсовет          | с. Гамово              | 21                            | 1946                                   |
| 6         | Горшковский сельсовет        | c. Горшки              | 35                            | 2217                                   |
| 7         | Качкинский сельсовет         | д. Чичики              | 15                            | 1682                                   |
| 8         | Култаевский сельсовет        | с. Култаево            | 13                            | 1836                                   |
| 9         | Нижнемуллинский сельсовет    | с. Нижние Муллы        | 31                            | 2126                                   |
| 10        | Осенцовский сельсовет        | д. Осенцы              | 12                            | 1326                                   |
| 11        | Савинский сельсовет          | д. Большое Савино      | 19                            | 1660                                   |
| 12        | Чуваковский сельсовет        | д. Чуваки              | 17                            | 1367                                   |
| 12.000001 | итого                        |                        | 223                           | 20331                                  |

Постановлением ВЦИК от 14 октября 1927 года в Калининский район был включён упразднённый Мотовилихинский район Пермского округа Уральской области. Административный центр укрупнённого Калининского района был перенесён в город Пермь, который при этом вместе с посёлком Мотовилиха не был включён в его состав.
По состоянию на 1928 год Калининский район имел площадь в 3000 км² и в него входили 464 населённых пункта, в том числе 1 посёлок городского типа и 463 сельских населённых пункта, которые объединялись в 21 сельсовет:
| №         | Наименование                 | Административный центр    | Количество населённых пунктов | в т.ч. город- ских нп | Население по переписи 1926 года (чел.) | в т.ч. городское население по переписи 1926 года (чел.) | Городские населённые пункты |
| --------- | ---------------------------- | ------------------------- | ----------------------------- | --------------------- | -------------------------------------- | ------------------------------------------------------- | --------------------------- |
| 1         | Башкирокултаевский сельсовет | с. Башкиро-Култаево       | 7                             | 0                     | 1445                                   | 0                                                       |                             |
| 2         | Болгорский сельсовет         | д. Косотуриха             | 15                            | 0                     | 876                                    | 0                                                       |                             |
| 3         | Большакинский сельсовет      | д. Большакина             | 15                            | 0                     | 1094                                   | 0                                                       |                             |
| 4         | Верхнемуллинский сельсовет   | с. Верхние Муллы          | 21                            | 0                     | 2756                                   | 0                                                       |                             |
| 5         | Гамовский сельсовет          | с. Гамово                 | 21                            | 0                     | 1946                                   | 0                                                       |                             |
| 6         | Горшковский сельсовет        | c. Горшки                 | 35                            | 0                     | 2219                                   | 0                                                       |                             |
| 7         | Екимятский сельсовет         | д. Екимята                | 27                            | 0                     | 964                                    | 0                                                       |                             |
| 8         | Заозерский сельсовет         | д. Между-Речки            | 21                            | 0                     | 2384                                   | 0                                                       |                             |
| 9         | Качкинский сельсовет         | д. Чичики                 | 15                            | 0                     | 1684                                   | 0                                                       |                             |
| 10        | Краснослудский сельсовет     | c. Краснослудское         | 25                            | 0                     | 3673                                   | 0                                                       |                             |
| 11        | Култаевский сельсовет        | с. Култаево               | 13                            | 0                     | 1841                                   | 0                                                       |                             |
| 12        | Лёвшинский сельсовет         | с. ( р.п.) Лёвшино        | 2                             | 1                     | 1909                                   | 1715                                                    | с. ( р.п.) Лёвшино          |
| 13        | Лядовский сельсовет          | д. Новая c ж.д. ст. Ляды  | 21                            | 0                     | 2002                                   | 0                                                       |                             |
| 14        | Мысовский сельсовет          | с. Мысы                   | 34                            | 0                     | 2122                                   | 0                                                       |                             |
| 15        | Нижнемуллинский сельсовет    | с. Нижние Муллы           | 31                            | 0                     | 2129                                   | 0                                                       |                             |
| 16        | Осенцовский сельсовет        | д. Осенцы                 | 12                            | 0                     | 1316                                   | 0                                                       |                             |
| 17        | Савинский сельсовет          | д. Крохово                | 19                            | 0                     | 1660                                   | 0                                                       |                             |
| 18        | Сылвинский сельсовет         | ж.д. ст. с посёлком Сылва | 12                            | 0                     | 2032                                   | 0                                                       |                             |
| 19        | Фроловский сельсовет         | д. Фролово (Фролы)        | 68                            | 0                     | 3324                                   | 0                                                       |                             |
| 20        | Хохловский сельсовет         | c. Хохловка (Хохловское)  | 33                            | 0                     | 1647                                   | 0                                                       |                             |
| 21        | Чуваковский сельсовет        | д. Чуваки                 | 17                            | 0                     | 1367                                   | 0                                                       |                             |
| 21.000001 | итого                        |                           | 464                           | 1                     | 40400                                  | 1715                                                    |                             |

27 августа 1928 года село с железнодорожной станцией Лёвшино было преобразовано в рабочий посёлок Лёвшино.
В 1930 году все округа в области и по стране были упразднены. Калининский район стал входить непосредственно в состав Уральской области РСФСР. 
Постановлением Президиума ВЦИК «Об изменениях в составе городов, рабочих поселков и районов Уральской области» 10 июня 1931 года Калининский район был упразднён, а его территория была подчинена Пермскому горсовету.
В 1934 году территория бывшего района стала частью Свердловской области, а в 1938 году — частью новообразованной Пермской области. В 1939 году здесь был создан Верхне-Муллинский район, упразднённый в 1963 году и преобразованный в 1964 году в Пермский район.